# Sarcophaga sericeonitens
Sarcophaga sericeonitens är en tvåvingeart som först beskrevs av Walker 1860.  Sarcophaga sericeonitens ingår i släktet Sarcophaga och familjen köttflugor. Inga underarter finns listade i Catalogue of Life.